# Академическая гребля на летних Олимпийских играх 2024 — четвёрки (женщины)
Соревнования женщин в гребле в четвёрках распашных на летних Олимпийских играх 2024 года прошли с 28 июля по 1 августа 2024 года на Национальном олимпийском водном стадионе региона Иль-де-Франс в пригороде Парижа Вер-сюр-Марн.

## Формат соревнований
Класс четвёрок распашных относится к распашным классам академической гребли, когда гребец использует только одно весла, рулевого нет. Олимпийские соревнования проводятся в несколько раундов. Первый раунд состоит из двух заездов. Первые две лодки из каждого заезда выходят в финал А, остальные проходят в утешительный заезд. Утешительный заезд – это раунд, который дает гребцам второй шанс пройти в полуфинал. Две лучшие лодки из утешительного заезда проходят в финал А, остальные в финал В.
Финалы являются заключительным этапом, определяющим итоговые места. В финале А разыгрываются медали, а также места с 4 до 6-го, в финале B определяются места с 7-го по 9-е.

## Расписание
Соревнования продолжались в течение пяти дней. Указанное время ниже время – это время начала сессии; в течение сессии могут проводиться заезды в нескольких классах судов по академической гребли.
Время начала соревнований указано местное (UTC+2)
| Дата                     | Время | Раунд              |
| ------------------------ | ----- | ------------------ |
| Воскресенье 28 июля 2024 | 12:30 | Заезды             |
| Вторник 30 июля 2024     | 11:30 | Утешительный заезд |
| Четверг 1 августа 2024   | 10:54 | Финалы             |

## Призёры
| Золото                                                                            | Серебро                                                                      | Бронза                                                                    |
| Нидерланды · Марлус Олдебург · Хермейнтье Дрент · Тинка Офферейнс · Бенте Бонстра | Великобритания · Эсме Бут · Саманта Редгрейв · Хелен Гловер · Ребекка Шортен | Новая Зеландия · Давина Уэдди · Керри Уильямс · Джеки Гоулер · Фиби Спурс |

## Составы команд
| Номер | Спортсмены                                                              | Страна         |
| ----- | ----------------------------------------------------------------------- | -------------- |
| 1     | Олимпия Олдерси Джин Митчелл Лили Элтон-Триггс Молли Гудмен             | Австралия      |
| 2     | Эсме Бут Саманта Редгрейв Хелен Гловер Ребекка Шортен                   | Великобритания |
| 3     | Астрид Стеенсберг Фрида Санггорд Нильсен Марие Йоханнесен Юлие Поульсен | Дания          |
| 4     | Эмили Хегарти Эймар Ламб Натали Лонг Имоджен Магнер                     | Ирландия       |
| 5     | Чжан Шусянь Лю Сяосинь Ван Цзыфэн Сюй Сине                              | Китай          |
| 6     | Марлус Олдебург Хермейнтье Дрент Тинка Офферейнс Бенте Бонстра          | Нидерланды     |
| 7     | Давина Уэдди Керри Уильямс Джеки Гоулер Фиби Спурс                      | Новая Зеландия |
| 8     | Юлия-Лилиана Балаукы Лариса Богдан Мария-Магдалена Русу Мария Лехач     | Румыния        |
| 9     | Эмили Каллфелц Келси Рилик Кейтлин Книфтон Мэри Маццио-Мэнсон           | США            |

## Результаты

### Заезды
Две лучших лодки из каждого заезда выходят в финал А, остальные проходят в утешительный заезд

#### Заезд 1
| Место | Дорожка | Страна         | Время   | Примечание |
| ----- | ------- | -------------- | ------- | ---------- |
| 1     | 2       | Великобритания | 6:42.57 | FA         |
| 2     | 4       | Новая Зеландия | 6:45.44 | FA         |
| 3     | 5       | Китай          | 6:49.12 | R          |
| 4     | 1       | США            | 6:49.66 | R          |
| 5     | 3       | Дания          | 6:56.70 | R          |

#### Заезд 2
| Место | Дорожка | Страна     | Время   | Примечание |
| ----- | ------- | ---------- | ------- | ---------- |
| 1     | 4       | Нидерланды | 6:43.71 | FA         |
| 2     | 2       | Румыния    | 6:44.55 | FA         |
| 3     | 1       | Ирландия   | 6:51.75 | R          |
| 4     | 3       | Австралия  | 6:59.86 | R          |

### Утешительный заезд
Две лучшие лодки проходят в финал А, остальные в финал В.
| Место | Дорожка | Страна    | Время   | Примечание |
| ----- | ------- | --------- | ------- | ---------- |
| 1     | 2       | США       | 6:32.48 | FA         |
| 2     | 4       | Китай     | 6:33.60 | FA         |
| 3     | 1       | Дания     | 6:35.65 | FB         |
| 4     | 3       | Ирландия  | 6:38.10 | FB         |
| 5     | 5       | Австралия | 6:43.70 | FB         |

### Финалы

#### Финал B
| Место | Дорожка | Страна    | Время   |
| ----- | ------- | --------- | ------- |
| 7     | 1       | Ирландия  | 6:34.74 |
| 8     | 2       | Дания     | 6:36.43 |
| 9     | 3       | Австралия | 6:39.28 |

#### Финал A
| Место | Дорожка | Страна         | Время   |
| ----- | ------- | -------------- | ------- |
| 1     | 4       | Нидерланды     | 6:27.13 |
| 2     | 3       | Великобритания | 6:27.31 |
| 3     | 2       | Новая Зеландия | 6:29.08 |
| 4     | 5       | Румыния        | 6:29.52 |
| 5     | 6       | США            | 6:34.88 |
| 6     | 1       | Китай          | 6:36.18 |